# Gurtenbach
Der Gurtenbach ist ein Nebenfluss des Inn im Westen des oberösterreichischen Bezirk Ried im Innkreis mit einer Länge von etwa 23 Kilometern.

## Lauf und Landschaft
Der Gurtenbach entspringt auf etwa 480 m ü. A. zwischen den Ortschaften Abstätten und Bubesting, südwestlich des Gemeindeorts Mehrnbach, nur wenige Kilometer östlich von Ried im Innkreis im zentralen Innviertel. Sein Flussgebiet liegt zwischen Antiesen im Norden und Waldzeller Ache/Ach im Süden.
Er durchfließt in nordwestlicher Richtung das Inn- und Hausruckviertler Hügelland, an Wippenham vorbei, und dann durch das untere Inntal, das er bei Gurten erreicht – der Mittellauf bis hierher wird das eigentliche Gurtental genannt. Charakter der Landschaft ist welliges Hügel- und Terrassenland mit Profilen unter 100 Höhenmetern und stark landwirtschaftlicher Raum mit vereinzelten kleineren Forsten.
Von Gurten fließt er in fast nördlicher Richtung über Sankt Georgen bei Obernberg durch die Niederungen des unteren Inns, passiert den auf einem Mergel-Riegel liegenden Markt Obernberg am Inn östlich und mündet 1½ km nördlich der Stadt, an der Gemeindegrenze zu Mörschwang auf etwa 315 m ü. A., bei Sadlecker/Jagerwirt, in den Inn, und zwar in den Rückstau des Inn-Kraftwerks Schärding.
Der Gurtenbach hat ein Einzugsgebiet von 101,3 Quadratkilometer und ist einer der wichtigeren Kleinflüsse des Innviertels zum Inn.
Hauptzufluss ist der Nonsbach bei Obernberg links von Geinberg (29,3 km2 Ezg., mit Simetshamer Bach 14,7 km2), der aber heute keine nennenswerten Wassermengen mehr beiträgt. Andere Seitenbäche sind Ellrechinger Bach (von Weilbach, 16,6 km2, mit Murhamer Bach) und Lautersbach (rechts bei St. Georgen von Gurten-Dorf, 12,3 km2). Die restlichen Nebenbäche bleiben in ihren Einzugsgebieten unter 10 km2, hier ist nur der Doblbach (5,0 km2) an der Mündung bei Sadlecker/Jagerwirt von Mühlberg (Gemeinde Mörschwang) näher nennenswert.
Im Tal des Gurtenbachs verläuft zwischen Mehrnbach und Gurten die Innviertelbahn.

## Natur und  Verbauung
Der Gurtenbach und seine Nebengerinne entwässert landwirtschaftlich intensiv genutztes Gebiet, ist in den Ortsdurchflüssen stark verbaut, mit 65 Querverbauungen versehen, aber in zahlreichen Abschnitten „über weite Strecken weitgehend natürlich erhalten geblieben.“, im Gurtental auch mit kürzeren frei mäandrierenden Abschnitten. Verbauungen der letzten Jahre sind zunehmend schon „deutlich ökologisch orientiert“.
Der Mündungsbereich ist als Unterer Inn eines der wichtigsten Naturschutzgebiete Österreichs (Naturschutz- und Europaschutzgebiet, Europareservat, Ramsarschutzgebiet und Important Bird Area), wobei der Gurtenbach die Südgrenze des Nordabschnitts des FFH-Gebiets Auwälder am Unteren Inn (AT3119000, nn19) bildet, das die Stadt Obernberg ausspart. Der Gurtenbach ist aber durch den 1,2 km langen, kanalisierten Mündungsabschnitt vom natürlichen Lebensraum des unteren Inns abgeschnitten, und im Besonderen für die dortigen Bestände nicht als Laichgebiet nutzbar. An Fisch ist im Gurtenbach die Bachforelle, Äsche, Aitel, Barbe und Bachschmerle belegt, am Mittel- und Oberlauf auch der Eisvogel anzutreffen.